# Pnigalio albicoxa
Pnigalio albicoxa är en stekelart som först beskrevs av Girault 1913.  Pnigalio albicoxa ingår i släktet Pnigalio och familjen finglanssteklar. Inga underarter finns listade i Catalogue of Life.